# Fred Olen Ray
Fred Olen Ray (Wellston, 10 settembre 1954) è un regista, sceneggiatore, produttore cinematografico, produttore televisivo, attore ed ex wrestler statunitense.
Specializzato in film a basso-medio costo dei generi più vari, tra cui horror, fantascienza, azione, softcore, ha anche prodotto un film per famiglie.
Oltre al cinema, Fred Olen Ray è anche un wrestler professionista, conosciuto con il nome Fabulous Freddie Valentine.

## Biografia
Nato in Ohio ma cresciuto in Florida, sostiene di avere un grande albero genealogica e di essere lontanamente imparentato alla regina Elisabetta. Ha iniziato a dirigere e produrre film a partire dal 1978. Ray ha diretto molti film in Florida, incluso Alien Dead con Buster Crabbe. Successivamente si trasferisce nella California del Sud, per essere più vicino al mondo del cinema.
Molte delle sue prime produzioni sono proiettate nei drive in e grindhouse che in quel periodo proiettavano spesso film a basso costo. La maggior parte della sua produzione attuale è dedicata al direct to video o alla televisione via cavo come Showtime (rete televisiva), Cinemax e HBO.
Ray è il capo di Retromedia, azienda che si occupa della pubblicazione dei suoi DVD e di film d'archivio.

## Pseudonimi
Nella sua carriera ha usato numerosi pseudonimi:
- Bill Carson
- Dr. S. Carver
- Roger Collins
- Peter Daniels
- Nicholas (o Nick) Medina
- Sam Newfield
- Fred Ray
- Ed Raymond
- Randy Rocket
- Sherman Scott
- Peter Stewart
- Freddie (o Freddy) Valentine

## Filmografia parziale

### Regista
- Scalps (1983)
- La tomba (The Tomb) (1986)
- Dal profondo dello spazio (Deep Space) (1987)
- Cyclone - Arma fatale (Cyclone) (1987)
- Hollywood Chainsaw Hookers (1988)
- Alienator (1989)
- Bad Girls from Mars (1991)
- Patto a tre (Inner Sanctum) (1991)
- Scream Queen Hot Tub Party (1991) - coregia insieme a Jim Wynorski
- Evil Toons - Non entrate in quella casa... - film in tecnica mista animazione e dal vivo (1992)
- Notte di tenebre (1994)
- Dinosaur Island (1994) - coregia insieme a Jim Wynorski
- Oscura vendetta (Inner Sanctum 2) (1994)
- Hybrid (1998)
- Fugitive Mind (1999)
- Inviati speciali (2000)
- Trappola negli abissi (Submerged) (2000)
- Air Rage - Missione ad alta quota (Air Rage) (2001)
- Glass Trap - Formiche assassine (Glass Trap) (2005) - accreditato come Ed Raymond
- Terrore ad alta quota (Collision Course) (2012)
- La lista di Natale (2014)
- Un regalo per natale (2015)
- Sniper - Forze speciali (2016)
- Una relazione mortale (Fiancé Killer) (2018) - film TV
- Due pattini e una corona (A Royal Christmas on Ice) (2022)

### Attore
- The Wasp Woman, regia di Jim Wynorski (1995)
- Sorceress, regia di Jim Wynorski (1995)
- Taglia che scotta (Hard Bounty), regia di Jim Wynorski (1995)